# 原田敬治
原田 敬治（はらだ けいじ、1891年（明治24年）10月6日 - 1962年（昭和37年））は、昭和時代前期の政治家。神奈川県平塚市長。神奈川県多額納税者。

## 経歴
原田勝右衛門の長男として平塚に生まれる。慶應義塾普通部卒業後、家業を継ぐ。1938年（昭和13年）10月21日、平塚市長に就任した。ほか、相模瓦斯常務取締役、平塚江陽銀行取締役、大政翼賛会県支部協力会議員、同市支部長などを歴任した。戦後、公職追放となった。